# ثابت شمسي

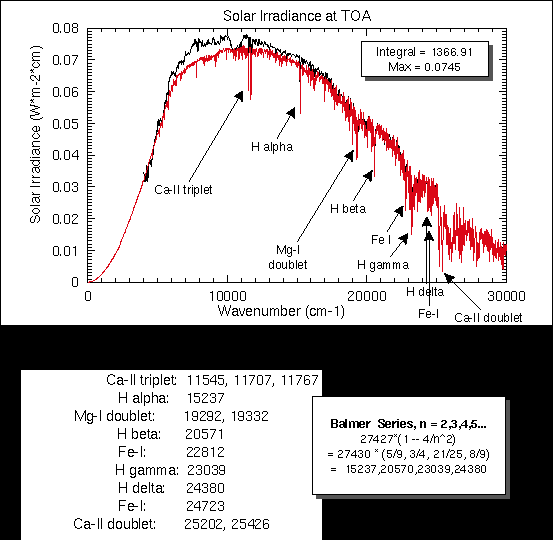
الإشعاعات الشمسية خارج الغلاف الجوي.

الثابت الشمسي (بالأيطالي Costante solare) هو كمية الإشعاع التي تصل إلى الأرض من الشمس لكل وحدة قياس.
تُقاس فوق الغلاف الجوي للأرض، على سطح عمودي على الأشعة.
أحدث المقاسات التي اتخذت عن طريق الأقمار الصناعية تعطي قيمة = 1353 واط / متر مربع. ونتيجة لذلك، مع مراعاة كروية سطح كوكبنا، الطاقة الشمسية التي يتم إرسالها إلى الأرض قد تبلغ قيمتها نحو 174 × 1015 واط، أي 174 PW. وبعبارة أخرى طاقة الضوء القادمة إلى الأرض تاتي بمعدل 174 بيتاجول في الثانية الواحدة.